# Брюэр, Херберт
А́льфред Хе́рберт Брю́эр (англ. Alfred Herbert Brewer; 21 июня 1865 — 1 марта 1928) — британский органист, дирижёр и композитор.
В детстве пел в хоре мальчиков Глостерского собора, там же учился игре на органе у Ч. Х. Ллойда. Затем учился в Оксфорде, окончил Королевский колледж музыки, работал органистом в Бристоле, Ковентри и Тонбридже, затем вернулся в Глостер, с 1897 г. и до конца жизни органист и хормейстер Глостерского собора. В 1905 году основал и возглавил Глостерское хоровое общество. Долгие годы возглавлял проводившийся в Глостере Фестиваль трёх хоров (вопреки названию, посвящённый не только хоровой музыке); в рамках фестиваля, в частности, в 1913 г. дирижировал мировой премьерой симфонической поэмы для голоса с оркестром «Дочери природы» Яна Сибелиуса (солистка — Айно Акте). В 1926 году был посвящён в рыцари.
Композиторское наследие Брюэра включает, главным образом, англиканскую церковную музыку, среди которой наибольшее значение имеет Magnificat, а также многочисленные органные сочинения и органные транскрипции произведений Эдварда Элгара.